# Leichtathletik-Weltmeisterschaften 1993/100 m der Männer

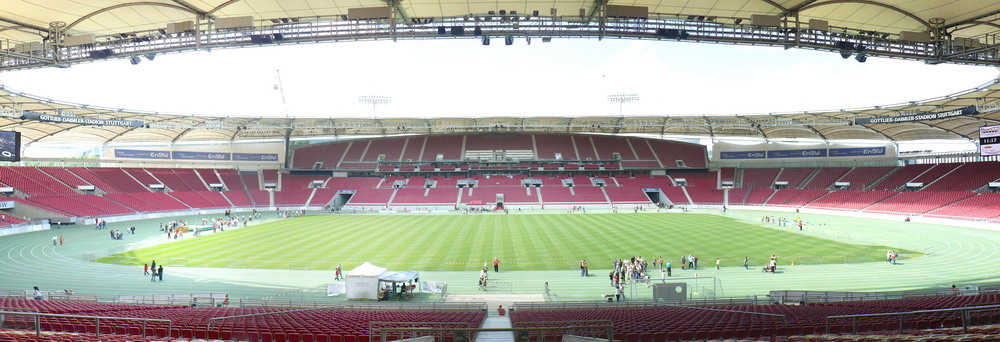
Das Stuttgarter Gottlieb-Daimler-Stadion im Jahr 2007

Der 100-Meter-Lauf der Männer bei den Leichtathletik-Weltmeisterschaften 1993 wurde am 14. und 15. August 1993 im Stuttgarter Gottlieb-Daimler-Stadion ausgetragen.
In diesem Wettbewerb errangen die Sprinter aus den Vereinigten Staaten mit Silber und Bronze zwei Medaillen. Weltmeister wurde der britische Olympiasieger von 1992, Olympiazweite von 1988 und zweifache Europameister (1986/1990) Linford Christie. Er gewann vor dem Zweiten der Panamerikanischen Spiele 1991 Andre Cason, der 1991 und auch hier in Stuttgart Mitglied der siegreichen US-amerikanischen WM-Staffel über 4 × 100 Meter war. Bronze ging an den Olympiadritten von 1992 Dennis Mitchell, der wie Cason 1991 und hier in Stuttgart in der siegreichen Staffel seines Landes über 4 × 100 Meter lief.

## Bestehende Rekorde
| Weltrekord               | 9,86 s | Carl Lewis | WM 1991 in Tokio, Japan | 25. August 1991 |
| Weltmeisterschaftsrekord | 9,86 s | Carl Lewis | WM 1991 in Tokio, Japan | 25. August 1991 |

Der WM-Rekord wurde bei diesen Weltmeisterschaften nicht eingestellt und nicht verbessert.
Im Finale am 15. August stellte der britische Weltmeister Linford Christie mit 9,87 s einen neuen Europarekord auf. Er verfehlte den WM-Rekord und in diesem Fall auch den Weltrekord um nur eine Hundertstelsekunde.

## Vorrunde
Die Vorrunde wurde in neun Läufen durchgeführt. Die ersten drei Athleten pro Lauf – hellblau unterlegt – sowie die darüber hinaus fünf zeitschnellsten Läufer – hellgrün unterlegt – qualifizierten sich für das Viertelfinale.

### Vorlauf 1
14. August 1993, 12:00 Uhr
Wind: −0,8 m/s
| Platz | Name             | Nation              | Zeit (s) |
| ----- | ---------------- | ------------------- | -------- |
| 1     | Dennis Mitchell  | USA                 | 10,26    |
| 2     | Satoru Inoue     | Japan               | 10,43    |
| 3     | Ato Boldon       | Trinidad und Tobago | 10,51    |
| 4     | Edmund Estaphane | St. Lucia           | 10,54    |
| 5     | Miguel Janssen   | Aruba               | 10,62    |
| 6     | Jin Sun-Kuk      | Südkorea            | 10,66    |
| 7     | Ahmed AlMammari  | Oman                | 10,78    |
| 8     | Arfin Abdullah   | Indonesien          | 11,11    |

### Vorlauf 2
14. August 1993, 12:06 Uhr
Wind: −0,3 m/s
| Platz | Name               | Nation       | Zeit (s) |
| ----- | ------------------ | ------------ | -------- |
| 1     | Frank Fredericks   | Namibia      | 10,32    |
| 2     | Alexandros Terzian | Griechenland | 10,36    |
| 3     | Kirk Cummins       | Barbados     | 10,44    |
| 4     | Anvar Kuchmuradov  | Usbekistan   | 10,56    |
| 5     | Charles Tayot      | Gabun        | 10,82    |
| 6     | Cephas Lemba       | Sambia       | 10,87    |
| 7     | A. Tamba           | Liberia      | 11,29    |
| DNS   | Stefan Burkart     | Schweiz      |          |

### Vorlauf 3
14. August 1993, 12:12 Uhr
Wind: +0,7 m/s
| Platz | Name             | Nation           | Zeit (s) |
| ----- | ---------------- | ---------------- | -------- |
| 1     | Linford Christie | Großbritannien   | 10,24    |
| 2     | Arnaldo da Silva | Brasilien        | 10,41    |
| 3     | Daniel Cojocaru  | Rumänien         | 10,49    |
| 4     | Stephen Lewis    | Montserrat       | 10,59    |
| 5     | Junior Cornette  | Guyana           | 10,61    |
| 6     | David Nkoua      | Republik Kongo   | 10,92    |
| DNS   | Gustavo Envela   | Äquatorialguinea |          |

### Vorlauf 4
14. August 1993, 12:18 Uhr
Wind: −0,2 m/s
| Platz | Name                  | Nation         | Zeit (s) |
| ----- | --------------------- | -------------- | -------- |
| 1     | Bruny Surin           | Kanada         | 10,23    |
| 2     | Emmanuel Tuffour      | Ghana          | 10,30    |
| 3     | Jean-Olivier Zirignon | Elfenbeinküste | 10,38    |
| 4     | Abdoulie Janneh       | Gambia         | 10,66    |
| 5     | Abdolsadeh Gorgani    | Iran           | 10,67    |
| 6     | Mario Bonello         | Malta          | 11,05    |
| 7     | Lam Hai Van           | Vietnam        | 11,28    |
| DNS   | Gus Nketia            | Neuseeland     |          |

### Vorlauf 5
14. August 1993, 12:24 Uhr
Wind: +0,5 m/s
| Platz | Name                   | Nation      | Zeit (s) |
| ----- | ---------------------- | ----------- | -------- |
| 1     | Andre Cason            | USA         | 10,09    |
| 2     | Daniel Sangouma        | Frankreich  | 10,40    |
| 3     | Driss Bensaddou        | Marokko     | 10,51    |
| 4     | Enrique Talavera       | Spanien     | 10,58    |
| 5     | Wayne Watson           | Jamaika     | 10,64    |
| 6     | Goolam Ambia           | Bangladesch | 10,72    |
| 7     | Theodore Haba          | Guinea      | 10,75    |
| 8     | Mouredine Ould Mounira | Mauretanien | 10,96    |

### Vorlauf 6
14. August 1993, 12:30 Uhr
Wind: +0,8 m/s
| Platz | Name                   | Nation       | Zeit (s)                    |
| ----- | ---------------------- | ------------ | --------------------------- |
| 1     | Carl Lewis             | USA          | 10,15                       |
| 2     | Marc Blume             | Deutschland  | 10,36                       |
| 3     | Atlee Mahorn           | Kanada       | 10,55                       |
| 4     | Sanusi Turay           | Sierra Leone | 10,68                       |
| 5     | Hisatsugu Suzuki       | Japan        | 10,72                       |
| 6     | Ricky Canon            | Nauru        | 10,72                       |
| 7     | Bakar Chehou Inzoudine | Komoren      | 10,99                       |
| DSQ   | Gaëtan Desmangles      | Frankreich   | IAAF Rule 162,8 – Fehlstart |

### Vorlauf 7
14. August 1993, 12:36 Uhr
Wind: +0,7 m/s
| Platz | Name           | Nation     | Zeit (s) |
| ----- | -------------- | ---------- | -------- |
| 1     | Daniel Effiong | Nigeria    | 10,23    |
| 2     | Oumar Loum     | Senegal    | 10,41    |
| 3     | Jiří Valík     | Tschechien | 10,48    |
| 4     | Marek Zalewski | Polen      | 10,49    |
| 5     | Miguel Miranda | Mexiko     | 10,71    |
| 6     | Trevor Davis   | Anguilla   | 10,78    |
| 7     | Laurent Kemp   | Luxemburg  | 10,95    |

### Vorlauf 8
14. August 1993, 12:42 Uhr
Wind: −0,2 m/s
| Platz | Name                  | Nation                         | Zeit (s) |
| ----- | --------------------- | ------------------------------ | -------- |
| 1     | Raymond Stewart       | Jamaika                        | 10,23    |
| 2     | Alexandr Porchomowski | Russland                       | 10,36    |
| 3     | Salaam Gariba         | Ghana                          | 10,38    |
| 4     | Max Morinière         | Frankreich                     | 10,50    |
| 5     | Khalid Juma           | Brunei                         | 10,93    |
| 6     | Eswort Coombs         | St. Vincent und die Grenadinen | 10,95    |
| 7     | Mark Sherwin          | Cookinseln                     | 11,37    |
| DNS   | Saad Al Motery        | Kuwait                         |          |

### Vorlauf 9
14. August 1993, 12:48 Uhr
Wind: −1,1 m/s
| Platz | Name             | Nation         | Zeit (s) |
| ----- | ---------------- | -------------- | -------- |
| 1     | Robert Esmie     | Kanada         | 10,30    |
| 2     | Jason John       | Großbritannien | 10,34    |
| 3     | Witali Sawin     | Kasachstan     | 10,35    |
| 4     | Ousmane Diarra   | Mali           | 10,42    |
| 5     | Fabian Muyaba    | Simbabwe       | 10,55    |
| 6     | Claus Hirsbro    | Dänemark       | 10,78    |
| 7     | Danny Charles    | Seychellen     | 11,00    |
| 8     | Bounhom Siliphon | Laos           | 11,46    |

## Viertelfinale
Aus den vier Viertelfinalläufen qualifizierten sich die jeweils ersten vier Athleten – hellblau unterlegt – für das Halbfinale.
Anmerkung: Für das Viertelfinale weichen die Windangaben bei todor66.com ab von den übereinstimmenden und hier verwendeten Zahlen auf worldathletics.org und dem Statistics Handbook der IAAF zur WM 2019.

### Viertelfinallauf 1
14. August 1993, 18:45 Uhr
Wind: −0,8 m/s
| Platz | Name             | Nation         | Zeit (s) |
| ----- | ---------------- | -------------- | -------- |
| 1     | Carl Lewis       | USA            | 10,11    |
| 2     | Robert Esmie     | Kanada         | 10,30    |
| 3     | Jason John       | Großbritannien | 10,31    |
| 4     | Satoru Inoue     | Japan          | 10,34    |
| 5     | Daniel Sangouma  | Frankreich     | 10,47    |
| 6     | Jiří Valík       | Tschechien     | 10,53    |
| 7     | Edmund Estaphane | St. Lucia      | 10,57    |
| 8     | Driss Bensaddou  | Marokko        | 10,63    |

### Viertelfinallauf 2
14. August 1993, 18:50 Uhr
Wind: −0,1 m/s
| Platz | Name                  | Nation         | Zeit (s) |
| ----- | --------------------- | -------------- | -------- |
| 1     | Dennis Mitchell       | USA            | 10,08    |
| 2     | Raymond Stewart       | Jamaika        | 10,11    |
| 3     | Daniel Effiong        | Nigeria        | 10,15    |
| 4     | Atlee Mahorn          | Kanada         | 10,20    |
| 5     | Marc Blume            | Deutschland    | 10,32    |
| 6     | Salaam Gariba         | Ghana          | 10,42    |
| 7     | Jean-Olivier Zirignon | Elfenbeinküste | 10,44    |
| 8     | Marek Zalewski        | Polen          | 10,49    |

### Viertelfinallauf 3
14. August 1993, 18:55 Uhr
Wind: +0,1 m/s
| Platz | Name                  | Nation         | Zeit (s) |
| ----- | --------------------- | -------------- | -------- |
| 1     | Linford Christie      | Großbritannien | 10,00    |
| 2     | Bruny Surin           | Kanada         | 10,07    |
| 3     | Alexandr Porchomowski | Russland       | 10,33    |
| 4     | Alexandros Terzian    | Griechenland   | 10,34    |
| 5     | Witali Sawin          | Kasachstan     | 10,36    |
| 6     | Ousmane Diarra        | Mali           | 10,41    |
| 7     | Max Morinière         | Frankreich     | 10,58    |
| 8     | Kirk Cummins          | Barbados       | 10,60    |

### Viertelfinallauf 4

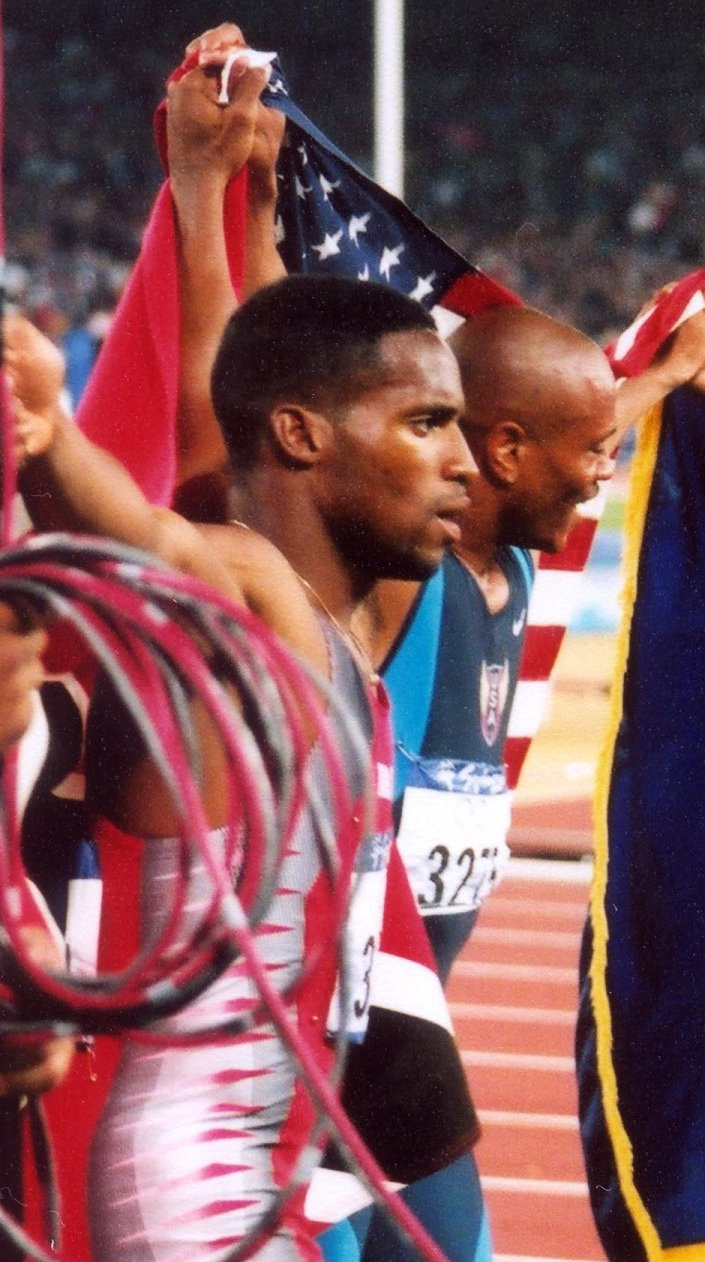
Ato Boldon (hier im Jahr 2000) schied als Siebter seines Viertelfinallaufs aus.

14. August 1993, 19:00 Uhr
Wind: −0,1 m/s
| Platz | Name             | Nation              | Zeit (s) |
| ----- | ---------------- | ------------------- | -------- |
| 1     | Andre Cason      | USA                 | 9,96     |
| 2     | Frank Fredericks | Namibia             | 10,06    |
| 3     | Emmanuel Tuffour | Ghana               | 10,26    |
| 4     | Oumar Loum       | Senegal             | 10,33    |
| 5     | Arnaldo da Silva | Brasilien           | 10,38    |
| 6     | Daniel Cojocaru  | Rumänien            | 10,41    |
| 7     | Ato Boldon       | Trinidad und Tobago | 10,48    |
| DNS   | Fabian Muyaba    | Simbabwe            |          |

## Halbfinale
Aus den beiden Halbfinalläufen qualifizierten sich die jeweils ersten vier Athleten – hellblau unterlegt – für das Finale.

### Halbfinallauf 1
15. August 1993, 18:40 Uhr
Wind: +0,3 m/s
| Platz | Name               | Nation         | Zeit (s) |
| ----- | ------------------ | -------------- | -------- |
| 1     | Andre Cason        | USA            | 09,94    |
| 2     | Daniel Effiong     | Nigeria        | 09,98    |
| 3     | Carl Lewis         | USA            | 10,02    |
| 4     | Frank Fredericks   | Namibia        | 10,05    |
| 5     | Atlee Mahorn       | Kanada         | 10,21    |
| 6     | Jason John         | Großbritannien | 10,34    |
| 7     | Alexandros Terzian | Griechenland   | 10,36    |
| 8     | Satoru Inoue       | Japan          | 10,39    |

### Halbfinallauf 2

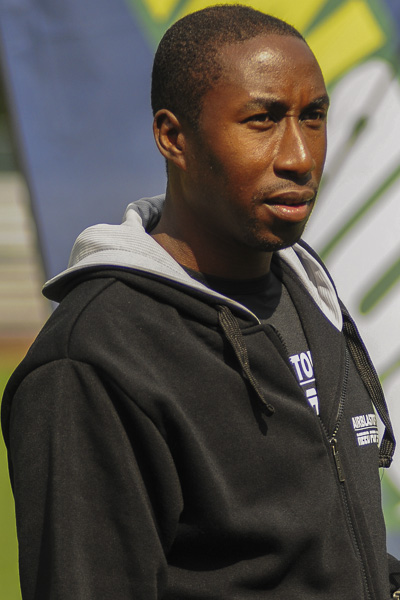
Robert Esmies siebter Platz in seinem Halbfinallauf reichte nicht zur Finalteilnahme.

15. August 1993, 18:50 Uhr
Wind: +0,9 m/s
| Platz | Name                  | Nation         | Zeit (s) |
| ----- | --------------------- | -------------- | -------- |
| 1     | Linford Christie      | Großbritannien | 09,97    |
| 2     | Dennis Mitchell       | USA            | 10,06    |
| 3     | Bruny Surin           | Kanada         | 10,07    |
| 4     | Raymond Stewart       | Jamaika        | 10,16    |
| 5     | Alexandr Porchomowski | Russland       | 10,20    |
| 6     | Emmanuel Tuffour      | Ghana          | 10,23    |
| 7     | Robert Esmie          | Kanada         | 10,23    |
| 8     | Oumar Loum            | Senegal        | 10,60    |

## Finale
15. August 1993, 20:35 Uhr
Wind: +0,3 m/s
| Platz | Name             | Nation         | Zeit (s) |
| ----- | ---------------- | -------------- | -------- |
| 1     | Linford Christie | Großbritannien | 09,87 ER |
| 2     | Andre Cason      | USA            | 09,92    |
| 3     | Dennis Mitchell  | USA            | 09,97    |
| 4     | Carl Lewis       | USA            | 10,02    |
| 5     | Bruny Surin      | Kanada         | 10,02    |
| 6     | Frank Fredericks | Namibia        | 10,03    |
| 7     | Daniel Effiong   | Nigeria        | 10,04    |
| 8     | Raymond Stewart  | Jamaika        | 10,18    |

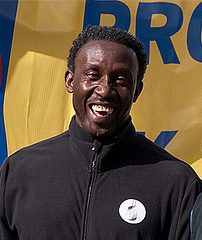
Weltmeister Linford Christie (Foto: 2009), 1992 Olympiasieger, 1988 Olympiazweiter und zweifacher Europameister (1986/1990)

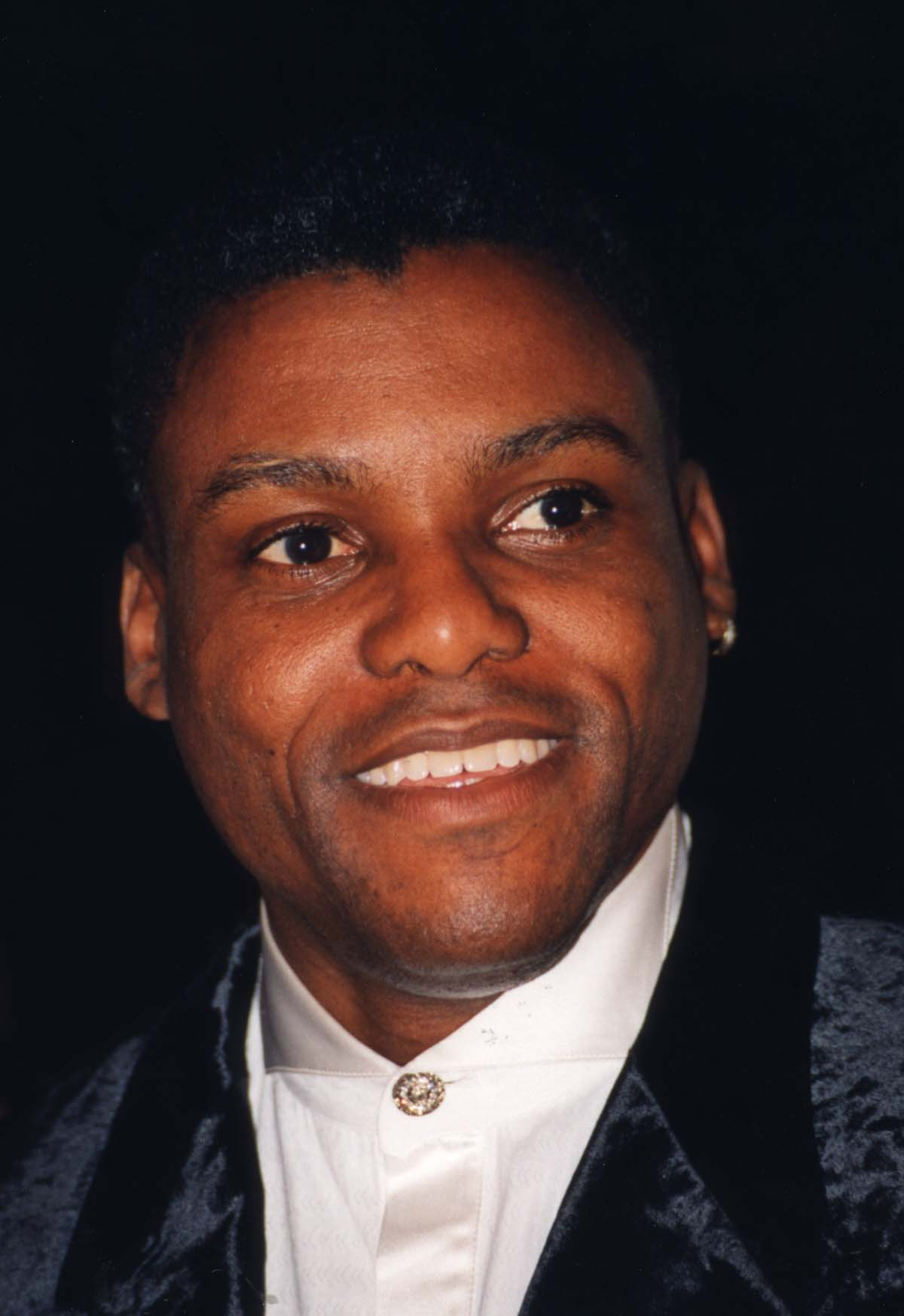
Der Titelverteidiger und vielfache Sieger bei Olympischen Spielen sowie Weltmeisterschaften Carl Lewis belegte diesmal den medaillenlosen Rang vier
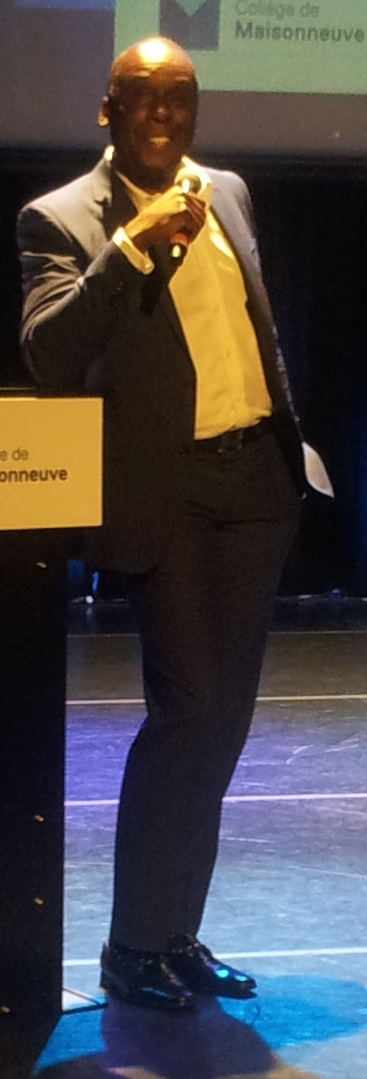
Bruny Surin (hier im Jahr 2019) kam auf den fünften Platz
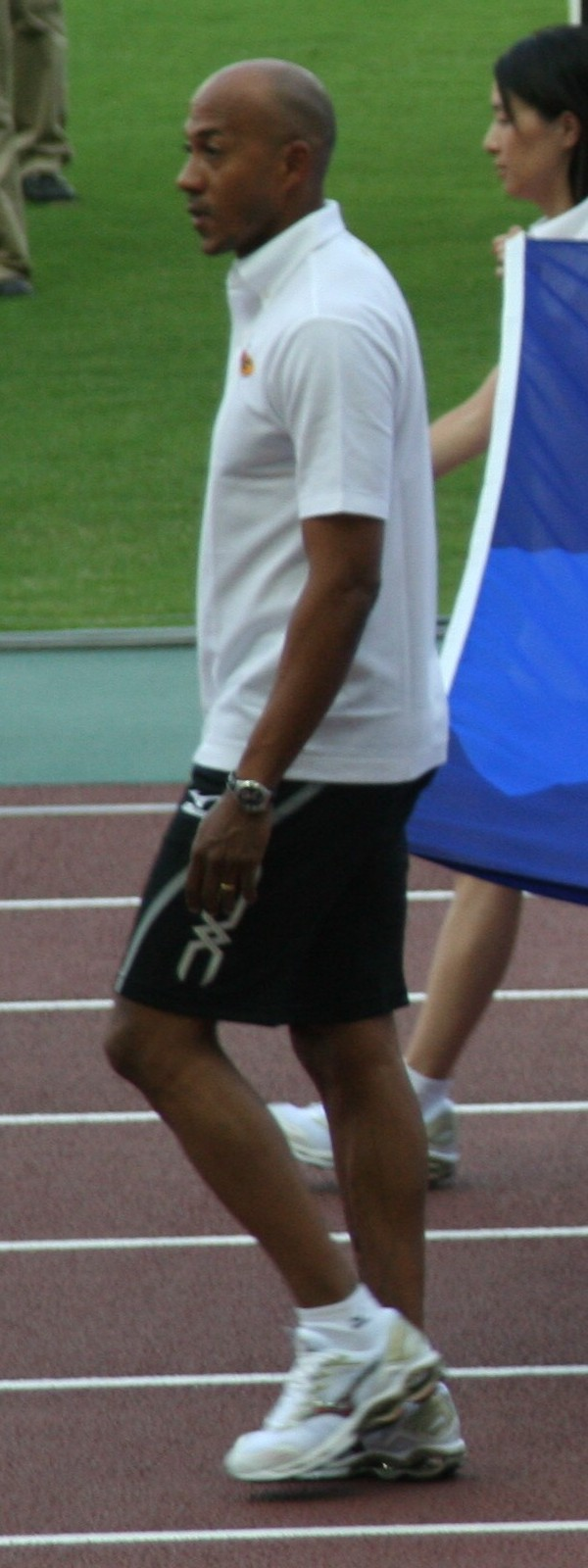
Rang sechs für den mehrfachen Gewinner von olympischen und WM-Medaillen Frank Fredericks, der sich mit dem Sieg über 200 Meter, seinem einzigen WM-Titel, schadlos hielt

## Video
- Men's 100m Final World Champs Stuttgart 1993 auf youtube.com, abgerufen am 6. Mai 2020